# Daniel Málek
Daniel Málek (* 25. května 1973, Zlín) je bývalý český plavec, který se mezinárodně prosadil v evropské i světové konkurenci. Je považován za nejlepšího české plavce posledních dvaceti let. 

## Sportovní plavání
Je odchovancem plaveckého klubu Zlín. Specializoval se na prsařské disciplíny. Do národního týmu se dostal poměrně pozdě - poprvé reprezentoval na mistrovství Evropy 1995, ale při vrcholovém plavání zůstal až do svých 35 let, což není u plavců obvyklé.
Do evropské prsařské špičky se prosadil v roce 1996, když na mistrovství Evropy v krátkém bazénu obsadil třetí místo na stometrové trati. V roce 1997 na evropském šampionátu v dlouhém bazénu získal bronzové medaile na obou prsařských tratích. 

Vrchol kariéry prožíval v roce 2000. Na olympijských hrách v Sydney se dostal v nejsilnější světové konkurenci do finále na sto i dvousetmetrové trati a obsadil tam shodně pátá místa. Byly to první finálové účasti českých plavců na olympiádě od rozpadu Československa a do roku 2011 jej žádný další plavec nenapodobil. Rovněž v československé historii se výše umístil jen Miloslav Rolko na olympiádě v Moskvě. V roce 2000 dosáhl Daniel Málek dalšího výrazného úspěchu na evropském šampionátu v krátkém bazénu, odkud přivezl kompletní medailovou sbírku. Na nejkratší padesátimetrové trati dohmátl ve shodném čase jako Němec Mark Warnecke a Ital Domenico Fioravanti a v "mrtvém závodě" byly uděleny tři zlaté medaile. Na 100 metrů prsa skončil druhý a na dvojnásobné trati třetí.
V roce 2001 při obhajobě těchto medailí na následujícím mistrovství Evropy v krátkém bazénu získal další dvě bronzové medaile. Poté měla jeho kariéra sestupnou tendenci, poslední velké závody plaval na olympiádě v Aténách 2004, kde skončil 28. a 30. v rozplavbách. Aktivní kariéru oficiálně ukončil v roce 2008.